# Dineo Seshee Bopape
 (décembre 2024).
Le contenu est difficilement compréhensible vu les erreurs de traduction, qui sont peut-être dues à l'utilisation d'un logiciel de traduction automatique.
 (décembre 2024).
Dineo Seshee Bopape est une artiste multimédia sud-africaine.

## Biographie
Dineo Seshee Bopape est née à Polokwane, en Afrique du Sud, en 1981.
Elle a étudié la peinture et la sculpture à l'Université de technologie de Durban et obtenu son diplôme de l'institut De Ateliers d'Amsterdam en 2007. Elle a aussi obtenu un MFA à l'Université Columbia à New York,.

## Carrière
En 2011, Dineo Seshee Bopape a présenté une série de vidéos artistiques sous le nom de Lešobana!! Lešobana! Lešobana!!  à la Stevenson Gallery à Johannesburg, en Afrique du Sud,. La même année, à la même galerie, elle participe à l'exposition Geography of Somewhere .
Présentée en avant-première à la Bienale de Lyon en 2013, son oeuvre But that is not the important part of the story a ensuite été exposée dans le cadre de l'exposition Ruffneck Constructivists à l'Institute of Contemporary Art de Philadelphie, sous la direction de son mentor et professeure, Kara Walker,. L'installation était composée de poutres en bois drapées de tissu blanc, de câbles électriques, d'écrans, de rétroviseurs, d'un petit ventilateur et d'enregistrements sonores. L'œuvre était ensuite incendiée, ce qui a amené l'artiste à déclarer: «Au départ, je voulais brûler le souvenir d'une autre œuvre, une énigme insoluble. C'est pourquoi j'ai commencé par brûler, en voulant faire une nouvelle œuvre».
En 2018, elle a fait partie de la 10e Biennale de Berlin, organisée par Gabi Ngcobo et une équipe de commissaires composée de Nomaduma Rosa Masilela, Serubiri Moses, Thiago de Paula Souza et Yvette Mutumba. Son installation, intitulée Untitled (Of Occult Instability) [Feelings], 2016–18, a été installée au sous-sol du KW Institute for Contemporary Art. Placée au milieu des débris et réalisée spécialement pour la biennale, l'œuvre était baignée d'une lumière orange et comprenait parmi ses vidéos un film sur un homme blanc violant une femme noire et des clips de la dépression nerveuse de l'artiste légendaire Nina Simone sur scène.
Lorsque Collective, une nouvelle galerie du City Observatory d'Édimbourg, au Royaume-Uni, a ouvert ses portes en novembre 2018, Bopape a été chargé de créer une nouvelle œuvre. Son œuvre When Spirituality Was a Baby était faite de terre et de bois.

## Art
À l'aide de montages vidéo expérimentaux, de sons, d'objets trouvés, de photographies et d'installations sculpturales denses, son œuvre « s'engage dans de puissantes notions socio-politiques de mémoire, de narration et de représentation »,,.
Des expositions personnelles de ses œuvres ont été organisées à la Mart House Gallery d'Amsterdam, à la Kwazulu Natal Society of Arts de Durban et au Palais de Tokyo,. Son œuvre a aussi été exposé dans la collection de la Tate.

## Expositions

### Expositions Individuelles
- 2005 Keep it to Yourself, KZNSA Gallery, Durban, Afrique du Sud[20].
- 2007 Non in Mind (fictions unending) dreamweaver and other stories, Mart House Gallery, Amsterdam, Pays-Bas.
- 2008 Love Strung, KZNSA Gallery, Durban, Afrique du Sud
- 2008 It’s a Celebration Bitches!!!, Thami Mnyele Studio, Amsterdam, Pays-Bas.
- 2009 You Horrible  Bitch!, Mart House Gallery, Amsterdam, Netherlands Solo Project ARCO-Art Fair, Madrid, Spain
- 2010 Long Live the Immaterial...Effect no.55, Mart House Gallery, Amsterdam, Pays-Bas.
- The eclipse will not be visible to the naked eye, Stevenson Gallery, Cape Town, Afrique du Sud.
- I like to remember things my own way, Annarumma 404, Napoli, Italie
- Antrhophobia,  installation at ABC art Fair in Berlin, Berlin, Allegmane.
- 2011 lesobana!! lesobana! lesobana!! (le bulegile); lesobana! lesobana! lesobana!! (go phunyegile), Stevenson Gallery, Cape Town, South Africa
- 2013 Kgoro ya go tswa: even if you fall from a circle, Stevenson Gallery, Cape Town, Afrique du Sud.
- 2014 This is What You Will Look Like When You Die/After Ana Mandieta, August House, Johannesburg, Afrique du Sud.
- 2015 Slow-co-ruption, Hayward Gallery Project space, London, Royaume Uni.
- We need the memories of all our members, Hordeland Kunst Sentrum, Bergen, Norvège.
- 2016 sa ______ ke lerole, (sa lerole ke ___ ), Art in General, New York, États-Unis.
- Untitled [of occult instability] (feelings) Palais de Tokyo, Paris, France [21].
- 2017 Lerole: footnotes (The struggle of memory against forgetting), Witte de With Contemporary Art, Rotterdam, Pays-Bas.
- sa kosa ke lerole, The Gallery in the Round, National Arts Festival Grahamstown, Grahamstown, Afrique du Sud.
- and- in. the light of this. _____, Darling Foundry, Montreal, Canada.          222, PHURULLOGA, Bielefelder Kunstverein, Allemagne.

- 2018 When Spirituality was a Baby, Collective Gallery, Edinburgh, Écosse.
- Lerole: footnotes. (The struggle of memory against forgetting), Sfeir-Semler Gallery Hamburg, Allemagne.
- Solo Exhibition: Main Prize winner of the Future Generation Art Prize 2017, PinchukArtCentre Kiev, Ukraine.

- 2019 Dineo Seshee Bopape: Sedibeng, it comes with the rain, Towner Art Gallery, Eastbourne, Angleterre.
- 2020 New, Site-Responsive Commissions, The Institute for Contemporary Art at Virginia Commonwealth University (ICA at VCU), Richmond, Virginia, États-Unis.
- 2022 Born in the first light of the morning [moswara’marapo], Pirelli HangarBicocca, Milan, Italie.
- The Soul Expanding Ocean #3, Ocean Space, Venice, Italie[22].
- Lerato le le golo (...la go hloka bo kantle), Secession Vienna, Autriche[23].
- 2023 Projects: Dineo Seshee Bopape, The Samuel and Ronnie Heyman Lobby, MoMA, New York, États-Unis[24].

- (ka) pheko ye – the dream to come, Museum of Contemporary Art KIASMA, Helsinki, Finlande.

- 2024 (ka) pheko ye – Wo der Traum beginnt, Migros Museum für Gegenwartskunst, Zurich, Suisse[25].

## Prix et  récompenses
En 2008 , Bopape a été lauréate du MTN New Contemporaries Award, et du  Toby Fund Awards de Columbia University. Elle a aussi obtenu le prix de la Biennale de Sharjah 2017, et aussi été lauréat du Future Generation Art Prize 2017,.